# Jerusalem (opera)
Jerusalem – grand opéra Giuseppe Verdiego w czterech aktach na podstawie libretta Alphonse'a Royera i Gustava Vaëza będącego francuską adaptacją libretta jego wcześniejszej opery Lombardczycy.